# ラナオ湖
ラナオ湖（Lanao）は、フィリピン・ミンダナオ島の西部南ラナオ州にある湖。面積は340平方kmで、ミンダナオ島最大、フィリピンでも2番目に大きな湖である。多くの淡水魚が生息している。ラナオ（Lanao）はマラナオ語のラナオ（ranao、「湖」）に由来する。
湖は、二つの山脈の間にある盆地が地殻変動と火山活動で水の出口をふさがれ、さらに大きな火山の崩壊により成立した。最大水深は112mで、湖底は北に向かって浅くなっており、南にいくほど深い。
湖には4つの川が流れている。流出する川はアグス川一本で、マリア・クリスティナ滝（Maria Cristina Falls）とリナモン滝（Linamon Falls）の二つの高い滝を経て北方のイリガン市でイリガン湾に注ぐ。ラナオ湖＝アグス川水系に建設された施設による水力発電は、ミンダナオ島の消費電力の70%を供給している。